# 六刺客
《六刺客》（英語：Six Assassins）是1971年上映的一部香港電影，由郑昌和执导兼编剧，李丽丽等人出演，该作主要讲述的是唐朝后期，一群人密谋行刺鱼肉百姓的官员的故事。

## 劇情簡介
唐朝唐昭宗的时候，镇国公李明鱼肉百姓，并且他还会一些功夫，所以他自然是肆意妄为。
而后穆俊杰与其他六个刺客因此而决定一起密谋行刺李明，虽说在这之中造成了不小的牺牲，不过在穆俊杰等人的努力下，将李明刺杀。

## 演员
- 李丽丽
- 凌云
- 南宫勋
- 夏凡
- 房勉
- 尹一峰
- 葛萍
- 张石庵
- 林源
- 杜文波
- 林克明
- 岑潜波
- 高鸣
- 洪金宝
- 沈劳
- 孙岚

## 備註
1. ↑  . 2003年.
2. ↑  . 2003年.
3. ↑  黄仁. . 2004年.
4. ↑  魏君子. . 2019年.
5. ↑  . 2007年.

## 相關連結
- 互联网电影数据库（IMDb）上《六刺客》的资料（英文）
- 豆瓣电影上《六刺客》的資料 （简体中文）
- 香港影庫上《六刺客》的資料（繁體中文）